# Atletisme als Jocs Olímpics d'Estiu de 2024 - Llançament de pes femení
La prova de Llançament de pes femenina d'Atletisme als Jocs Olímpics de París 2024 serà la 20a edició de l'esdeveniment en unes Olimpíades. La prova es disputarà entre el 8 i el 9 d'agost del 2024 a l'Stade de France de París.
La xinesa Gong Lijiao és la vigent campiona de la disciplina olímpica, després de guanyar la medalla d'or als Jocs Olímpics de Tòquio 2020. La medalla de plata la va guanyar l'estatunidenca Raven Saunders i la medalla de bronze fou per la neozelandesa Valerie Adams.
L'equip de la Unió Soviètica és la selecció més guardonada, amb 6 medalles d'or, 3 medalles de plata i 3 medalles de bronze, en les 19 edicions que l'esdeveniment ha estat present als Jocs Olímpics. La neozelandesa Valerie Adams, amb 2 medalles d'or, 1 medalla de plata i 1 medalla de bronze és l'atleta més guardonada en tota la història de la competició.

## Format
La prova del llançament de pes consisteix a propulsar una sòlida bola de metall a través de l'aire a la màxima distància. L'atleta que faci el llançament més llarg és qui guanya la prova. La competició començarà amb totes les atletes classificades, competint en 2 grups diferents. Com a mínim 12 atletes passaran a la final. Si aconsegueixen superar la distància de referència passaran directament a la final i si no ho fan, han de quedar entres les 12 posicions més elevades dels dos grups en general. A la final, les 3 llançadores que aconsegueixin fer un llançament més llarg, guanyaran les medalles.

## Classificació
Hi ha dues maneres de classificar-se per la prova olímpica. La forma principal és superant la marca estàndard de classificació (que per aquesta edició es troba en els 18,80 metres), en qualsevol prova organitzada o supervisada per la Federació Internacional d'Atletisme, entre l'1 de juliol de 2023 i el 30 de juny de 2024. Depenent dels llocs que sobrin es podran classificar les atletes que no hagin aconseguit aquesta marca mitjançant les places universals i el rànquing atlètic i fent prevaler la diversitat geogràfica. S'ha de tenir en compte que només es podran classificar un màxim de 3 atletes per país i en cas que sigui superior, cada federació haurà d'escollir les 3 llançadores que consideri, per participar en les Olimpíades.
| Mètode de classificació  | Places | País          | Atleta classificada |
| ------------------------ | ------ | ------------- | ------------------- |
| Marca estàndard - 18,80m | 3      | Estats Units  |                     |
| Marca estàndard - 18,80m | 3      | Estats Units  |                     |
| Marca estàndard - 18,80m | 3      | Estats Units  |                     |
| Marca estàndard - 18,80m | 2      | Països Baixos | Jorinde van Klinken |
| Marca estàndard - 18,80m | 2      | Països Baixos | Jessica Schilder    |
| Marca estàndard - 18,80m | 2      | Xina          | Song Jiayuan        |
| Marca estàndard - 18,80m | 2      | Xina          | Gong Lijiao         |
| Marca estàndard - 18,80m | 1      | Alemanya      | Yemisi Ogunleye     |
| Marca estàndard - 18,80m | 1      | Canadà        | Sarah Mitton        |
| Marca estàndard - 18,80m | 1      | Jamaica       | Danniel Thomas-Dodd |
| Marca estàndard - 18,80m | 1      | Nova Zelanda  | Maddison-Lee Wesche |
| Marca estàndard - 18,80m | 1      | Portugal      | Auriol Dongmo       |
| Marca estàndard - 18,80m | 1      | Suècia        | Fanny Roos          |
| Rànquing atlètic         | 1      |               |                     |
| Places universals        | 1      |               |                     |

## Medaller històric
| Posició | País                | Or | Argent | Bronze | Total |
| ------- | ------------------- | -- | ------ | ------ | ----- |
| 1       | URSS                | 6  | 3      | 3      | 12    |
| 2       | Alemanya de l'Est   | 2  | 3      | 1      | 6     |
| 3       | Nova Zelanda        | 2  | 1      | 1      | 4     |
| 4       | Alemanya            | 1  | 4      | 3      | 8     |
| 5       | Xina                | 1  | 3      | 3      | 7     |
| 6       | Estats Units        | 1  | 1      | 1      | 3     |
| 7       | Cuba                | 1  | 1      | 0      | 2     |
| 8       | Bulgària            | 1  | 0      | 1      | 2     |
| 9       | Equip Unificat      | 1  | 0      | 0      | 1     |
| 9       | Alemanya Occidental | 1  | 0      | 0      | 1     |
| 9       | Bielorússia         | 1  | 0      | 0      | 1     |
| 9       | França              | 1  | 0      | 0      | 1     |
| 13      | Rússia              | 0  | 1      | 1      | 2     |
| 14      | Romania             | 0  | 1      | 0      | 1     |
| 14      | Itàlia              | 0  | 1      | 0      | 1     |
| 16      | Txecoslovàquia      | 0  | 0      | 1      | 1     |
| 16      | Hongria             | 0  | 0      | 1      | 1     |
| 16      | Austràlia           | 0  | 0      | 1      | 1     |
| 16      | Àustria             | 0  | 0      | 1      | 1     |